# ボリス・ポクロフスキー
ボリス・アレクサンドロヴィチ・ポクロフスキー（ロシア語：Бори́с Алекса́ндрович Покро́вский、ラテン文字転写：Boris Alexandrovich Pokrovsky、1912年1月23日 - 2009年6月5日）は、ロシア・ソビエト連邦のオペラ演出家。モスクワ生まれ。1943年から1982年までボリショイ劇場の総監督を務めたことで知られている。

## 経歴
ロシア帝国時代の1912年、モスクワで生まれた。初めての演出はニジニ・ノヴゴロドでのビゼー『カルメン』だった。
ロシア舞台芸術アカデミーを卒業し、ゴーリキ劇場で演出責任者を務め、1943年からはボリショイ劇場に移った（1982年まで）。1944年に演出したチャイコフスキー『エフゲニー・オネーギン』は2005年までの長期にわたって使用された。1952年から1963年と1973年から1982年、ボリショイ劇場の芸術監督を務め、1961年「ソ連人民芸術家」の称号を受けた。1948年、ヴァノ・ムラデリのオペラ『大いなる友情』の演出ではジダーノフ批判のターゲットとされた。1946年、レニングラードのマリ劇場で、プロコフィエフ『戦争と平和』の初の舞台上演（第1部のみ）を演出した。1961年、『ポーギーとベス』を演出。1965年、ブリテン『夏の夜の夢』の初のロシア語版をモスクワで上演した。
1972年、指揮者のゲンナジー・ロジェストヴェンスキーとともにモスクワ室内歌劇場を結成し、ストラヴィンスキーの『放蕩児の遍歴』、アルフレート・シュニトケの『愚者との生活』を上演。1974年には、ショスタコーヴィチの『鼻』を1929年の同作品の初演以来、初めて上演した。
1975年、ボリショイ劇場を率いて初の米国ツアーを実施した。

## 顕彰
主なものとしては、スターリン賞を4度（1947年、1948年、1949年、1950年）、レーニン賞（1980年）、レーニン勲章を2度（1967年、1976年）、ロシア連邦国家賞を2度（1995年、2004年）、祖国功労勲章を3度（1997年、2002年、2007年）受賞している。
以下が顕彰のリストである。
- ロシア・ソビエト連邦共和国・名誉芸術家（1955年）
- ロシア・ソビエト連邦共和国・人民芸術家（1957年）
- ソビエト社会主義共和国連邦・人民芸術家（1961年）
- スターリン賞1等（1947年）：プロコフィエフのオペラ『戦争と平和』の上演による
- スターリン賞1等（1948年）：セロフのオペラ『敵の力』の上演による
- スターリン賞2等（1949年）：スメタナのオペラ『売られた花嫁』の上演による
- スターリン賞1等（1950年）：リムスキー・コルサコフのオペラ『サトコ』の上演による
- レーニン賞（1980年）：ボリショイ劇場でのソ連作曲家のオペラ上演の功績による
- ロシア連邦国家賞・文学芸術部門（1994年（1995年））：直近のオペラ上演の功績による
- ロシア連邦国家賞・オペラ演出部門（2004年）：モスクワ国立室内音楽劇場でのムソルグスキー『ソロチンスクの定期市』、ヘンデル『ジュリアス・シーザーとクレオパトラ』による。
- レーニン勲章（2度、1967年・1976年）
- 労働赤旗勲章（2度、1972年・1982年）
- 栄誉記章
- 祖国功労勲章1等（2007年1月23日）：国内の音楽芸術の発展への顕著な貢献と多年に渡る創造的活動による
- 祖国功労勲章2等（2002年1月29日）：音楽芸術分野における顕著な功績による
- 祖国功労勲章3等（1997年1月23日）：国家への功労と国内音楽芸術への多大な個人的貢献による
- プーシキン・メダル（1999年6月4日）：プーシキン生誕200周年を記念して文化・教育・文学・芸術分野での功労による
- 「1941-1945大祖国戦争での勇敢な労働による」メダル
- 「モスクワ市850周年記念」メダル
- 「勇敢な労働による」レーニン生誕100周年記念メダル
- 「古参の労働者」メダル
- テッラ・マリアナ十字勲章3等（2004年、エストニアから）
- モスクワ市賞・文学芸術部門（2002年）：ムソルグスキーのオペラ『ソロチンスクの定期市』の演出による
- ロシアのオペラ賞「カスタディーヴァ賞」（1996年）
- 劇場賞「金のマスク」（1996年）：モスクワ室内音楽劇場での上演による
- スタニスラフスキー国際賞（2002年、国際スタニスラフスキー財団から）
- 劇場賞「金のマスク」（2004年）
- サンクトペテルブルク・トフストノゴフ賞（2004年）：劇場芸術の発展に対する顕著な貢献による
- 勝利賞（2008年）
- 国際劇場協会の名誉総裁（1986年）

## 著書
- 『オペラ演出について』1973年
- 『オペラに関する考察』1979年
- 『オペラに関する対話』1981年
- 『職業の段階』1984年
- 『オペラ上演の創造』1985年
- 『オペラ演出入門．課程の教科書として』1985年
- 『音楽劇場の運営．演劇大学の学生のために』1985年
- 『ポクロフスキーがソビエトのオペラを演出する』1989年
- 『ボリショイ劇場から解雇されたとき』1992年（Покровский Б. А. Когда выгоняют из Большого театра. — М.: Изд-во «Артист. Режиссёр. Театр» СТД РСФСР, 1992. — 205. с. ISBN 5-87334-065-X）
- 『何を、なぜ、どのように？』2003年